# 김민희 (민화작가)
김민희는 대한민국의 아티스트이다. 호는 홍림(紅林)이다. 전통 민화에 모티브를 받아 작업을 하고 있다. 한지와 분채 등 다양한 소재를 사용하고 있으며, 여러 번 색을 올려 작업하는 한국화 아티스트이다.

## 수상
- 제 4회 한국전통민화협회 전국 공모전 입선 "연화도"_2015
- 제 1회 전국민화공모대전_한국민화진흥협회 공모전_장려상 "활옷"_2017
- 제 6회 한국전통민화협회 전국 공모전 특선 "그 꽃", 입선 "노안도"_2017
- 제 2회 전국민화공모대전_한국민화진흥협회 공모전_특선 "여물위춘"_2018
- 제 14회 전국온고을미술대전_한국미술협회 전주지부_특선 "맹호도"_2018
- 제 24회 전주전통공예전국대전_전라북도전통공예인협회_장려상 "봄 날을 수놓다"_2019
- 제 3회 전국민화공모대전_한국민화진흥협회 공모전_장려상"백호도"_2019

## 활동
- 대인예술시장 “2017 Let 美 in 공작소” 프로젝트 참여작가(민화벽화)_2017
- 광주국제아트페어 “art:gwangju:17” 출품_2017
- 대인예술시장 “2017년 10월 포스터” 작업_2017
- 대인예술시장 “한평갤러리 – 천태만상전”참여_2017
- 한국민화진흥협회 프랑스 국제전 출품 "자수팔각선"_2018
- 대인예술시장 “2018년 3월 ~ 12월 포스터” 작업
- 신안군 암태면 권역단위 거점 개발 지역역량강화용역, 장고마을 벽화 작업 "마을잔치"_2021
- 신안군 암태면 권역단위 거점 개발 지역역량강화용역, 단고마을 벽화 작업 "신명놀이"_2021
- 전남 영암군 안풍마을 벽화 작업 "안풍마을 4계절"_2021
- 아지랑이 피어나는 5월의 전시_2023
- 2023 제주바람전_2023
- 2023 아시아호텔아트페어_2023
- 전) 롯데문화센터 첨단점, 광주월드컵점, 상무점 민화강사
- 전) (사)한국민화진흥원 회원
- 전) 광주전통민화협회 회원
- 현 "홍림도화원" 대표